# زرگری، افغانستان
زرگری و یا زرگر یک روستا در افغانستان واقع در ولایت غزنی است.